# Vouwkarton
Vouwkarton is een kartonsoort dat uit meerdere lagen cellulosevezels (afkomstig van oud papier, houtslijp en/of cellulose) bestaat. Het materiaal wordt opgebouwd uit meerdere lagen die veelal ieder een eigen samenstelling hebben. 
De bovenzijde is vrijwel altijd voorzien van een coating/strijklaag waardoor een uitstekend drukresultaat bereikt kan worden in diverse druktechnieken als offset, diepdruk of flexodruk. Dit geeft de fabrikanten van producten de mogelijkheid om belangrijke productinformatie op de verpakkingen aan te brengen en aantrekkelijke verpakkingsontwerpen te maken.
Uitgedrukt in gewicht spreekt men gewoonlijk van vouwkarton wanneer het gewicht ligt tussen 180 en 600 gram per m2. Daaronder spreekt men van papier, daarboven van massief karton.
Vouwkarton is sterk. Stijfheid, sterkte en stevigheid zorgen ervoor om de producten tijdens distributie te beschermen en bieden de consument ook gemak tijdens het gebruik.
Het overgrote deel van de productie van vouwkarton wordt verwerkt tot dozen en doosjes, veelal consumentenverpakking. Toepassingen lopen uiteen van zeer hoogwaardige cosmeticaverpakkingen tot bijvoorbeeld ijzerwaren. Zowel in food als in non-food wordt vouwkarton ingezet voor primaire en secundaire verpakkingen. Vouwkarton kan op vele manieren vormgegeven worden door de uitstekende verwerkbaarheid op het gebied van stansen, vouwen en verlijmen. Daarnaast is het geschikt voor diverse bedrukkingtechnieken, maar ook bijvoorbeeld om hoogglans en/of zilver/goud- of hologramfolie aan te brengen. Dit geeft verpakkingsontwerpers de mogelijkheid om functionele en creatieve verpakkingen te maken.
De combinatie van al deze mogelijkheden maakt dat vouwkarton niet alleen bescherming aan de inhoud geeft, maar ook een zeer wezenlijke marketing en promotiefunctie heeft door een product een duidelijke en herkenbare identiteit te geven.
Vouwkarton bestaat uit een natuurlijke, hernieuwbare en duurzame grondstof, hout (bomen). Als de verpakkingsfunctie aan z’n doel heeft beantwoord kan het materiaal (de cellulosevezel) worden hergebruikt voor recycling en zo wederom in papier of karton worden verwerkt, of voor energieopwekking of compostering worden aangewend. 